# María Alharilla Casado Morente
María de Alharilla Casado Morente (Jaén, Andalusia, 13 de novembre de 1990) és una futbolista espanyola. Juga com a migcampista i el seu equip actual és el Llevant UE de la Primera Divisió.
El 2022 esdevingué la primera futbolista a la Lliga Espanyola en fer un hiatus a la seua carrera esportiva per tal de tindre un fill.

## Clubs
| Club               | País    | Any       |
| ------------------ | ------- | --------- |
| Atlético Jiennense | Espanya | 2007-2009 |
| Real Jaén          | Espanya | 2009-2010 |
| Sporting de Huelva | Espanya | 2010-2012 |
| Llevant UE         | Espanya | 2012-     |